# تیرنی
تیرنی یا تیرنی‌ها (به انگلیسی: Tyrrhenians) و ((به‌ گویش آنیک: Τυῤῥηνοί Turrhēnoi)) یک اصطلاحِ استفاده شده توسط نویسندگان یونان باستان برای اشاره به افراد غیر یونانی است.

## واژه شناسی
سرچشمهٔ این نام نامشخص است. این نام تنها به وسیلهٔ نویسندگان یونانی مورد استفاده قرار  می‌گرفت، اما ظاهراً از ریشه یونانی نیست.

## همچنین ببینید
- انیران